# فاينل سبيس (رسوم متحركة)
فاينل سبيس (الفضاء الأخير) هو مسلسل خيال علمي يعرض علي شبكة الكابل تي بي إس. المسلسل أُنشأ من قبل أولان روجرز وديفيد ساكس . المسلسل يعرض مغامرات  رائد الفضاء غاري وصديقه مون كايك وهما يحاولان حل لغز الفضاء الأخير.
عرضت الحلقة الأولي عبر رديت في 15 فبراير / شباط عام 2018. في وقت لاحق من ذلك اليوم، أول حلقتين أصبحتا متاحة على  موقع تي بي إس على شبكة الإنترنت والتطبيق الخاص بالقناة.  تمت اذاعة الحلقة الاولي لأول مرة على القناة في 26 فبراير عام 2018 وجددت القناة المسلسل لموسم ثاني في 7 مايو 2018 و سيكون هذا الموسم  13 حلقة بدلا من 10. الموسم الأول تم بثه في الشرق الأوسط علي نتفليكس في 20 يوليو 2018.
من المقرر أن يتم عرض الموسم الثاني في وقت ما في عام 2019.

## روابط خارجية
- فاينل سبيس على موقع IMDb (الإنجليزية)
- فاينل سبيس على موقع ميتاكريتيك (الإنجليزية)
- فاينل سبيس على موقع روتن توميتوز (الإنجليزية)
- فاينل سبيس على موقع نتفليكس (الإنجليزية)
- فاينل سبيس على موقع فيلمافينيتي (الإسبانية)
- فاينل سبيس على موقع كينوبويسك (الروسية)
- فاينل سبيس على موقع ألو سيني (الفرنسية)
- فاينل سبيس على موقع قاعدة بيانات الفيلم (الإنجليزية)